# Dragica Rajčić

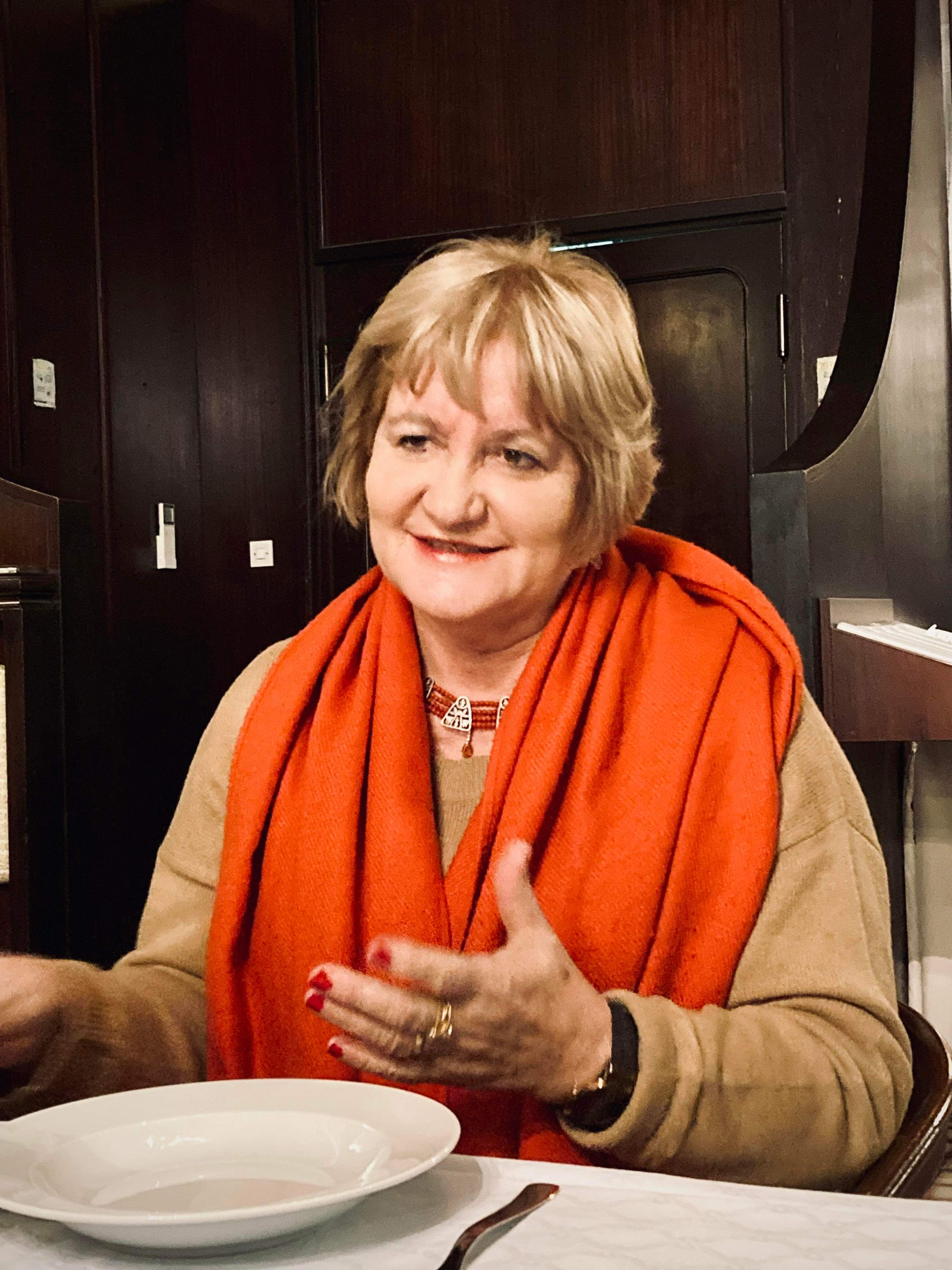
Dragica Rajčić Holzner 2021

Dragica Rajčić Holzner (Pseudonym Karla Jakob; * 1. April 1959 in Radošić (Lećevica)) ist eine in Kroatien geborene deutschsprachige Schriftstellerin.

## Leben
Dragica Rajčić wuchs in Kroatien auf. Nach dem Abitur und einem Australien-Aufenthalt kam sie 1978 in die Schweiz, wo sie als Putzfrau, Büglerin und Heimarbeiterin tätig war. 1988 kehrte sie nach Kroatien zurück. Sie gründete dort die Zeitung Glas Kaštela und arbeitete als Journalistin. 1991 floh sie während der Jugoslawienkriege mit ihren drei Kindern in die Schweiz, wo sie sich in der Friedensarbeit engagierte. Anschließend studierte sie „Soziokulturelle Animation“ an der HSA Luzern. Sie lebt in Zürich und Innsbruck und ist mit Johann Holzner verheiratet.
Dragica Rajčić begann Anfang der Siebzigerjahre mit dem Schreiben, zuerst in ihrer Muttersprache. Seit ihrem ersten Aufenthalt in der Schweiz entstanden Gedichte, Prosa und Theaterstücke in deutscher Sprache. Rajčić pflegt in ihren deutschsprachigen lyrischen Werken häufig einen bewusst an das so genannte „Gastarbeiterdeutsch“ angelehnten, an der Oberfläche rudimentär-fehlerhaft wirkenden Stil.

## Auszeichnungen / Förderbeiträge / Stipendien
- Erster Preis „Fremd in der Schweiz“ Universität Bern 1987
- Förderpreis zum Adelbert-von-Chamisso-Preis 1994
- 2. Förderpreis zum Lyrikpreis Meran (I) 1994
- Werkbeitrag des Kantons St. Gallen, 2000, 2005, 2012
- Werkbeitrag der Stadt St. Gallen 1994, 1999
- Förderpreis der Stadt St. Gallen 1995
- Werkbeitrag Pro Helvetia 1995
- Werkbeitrag UBS, 1999 Zürich
- Swiss Writer-in-Residence Max Kade Kulturhaus Lexington University of Ky 2007/2008 (USA)
- Swiss Writer in Residence IWP Iowa, September bis November 2009
- Sivije Strahimir Kranjčević, Erster Preis für Prosa auf kroatisch, Hrvatska Matica iseljenika, Zagreb, 2008
- Arbeitsstipendium der Robert-Bosch-Stiftung, 2009
- Literaturhaus Zürich, Text des Monats, Prosa 2009
- Werkbeitrag Kanton St. Gallen 2012
- Werkbeitrag Stadt Zürich, 2015 für ersten Roman Liebe um Liebe
- Premio Ciampi, Valigie Rosse für Lyrik, Livorno (Italien) 2015
- Werkbeitrag Pro Helvetia 2020[3]
- Anerkennungsbeitrag Literatur: Kanton Zürich, Fachstelle Kultur 2020
- Schweizer Literaturpreis 2021 für Langgedicht „Glück“, Verlag Der gesunde Menschenversand[4]
- 2. Platz beim «Bund»-Essaywettbewerb. Wird uns Corona nachhaltig verändern – hier und überhaupt in allen Ländern?
- Werkbeitrag des Kantons St. Gallen 2022[5]
- Werkstipendium Landis&Gyr 2022[6]
- Shortlist des Wortmeldungen-Preises 2024 mit dem Text Besseres Leben. Abschweifungen. Ausschweifungen[7][8]

## Werke
- Halbgedichte einer Gastfrau. Narziss und Ego. St. Gallen 1986. ISBN 978-3-907081-01-3
- Lebendigkeit Ihre züruck: Gedichte. Edition8. Zürich 1992. ISBN 978-3-85647-108-8
- Nur Gute kommt ins Himmel: über Lebende, Tote und die dazwischen. Kurzprosa. Eco-Verlag. Zürich 1994. ISBN 978-3-85647-111-8
- Buch von Glück. Gedichte. Mit Fotos von Erika Mezger. Edition8. Zürich 2004. ISBN 978-3-85990-078-3
- Post bellum. Gedichte. Edition8. Zürich 2000. ISBN 978-3-85990-016-5
- Warten auf Broch. Edition Brenner Forum. Innsbruck 2011. ISBN 978-3-7065-5106-9
- Glück. Stimmen. edition spoken script. Der gesunde Menschenversand. Luzern 2019. ISBN 978-3-03853-099-2
- Liebe um Liebe. Roman. Matthes&Seitz. Berlin 2020. ISBN 978-3-7518-0004-4[9]
- Das Un:gehörte, un:gehörig Un:erhörte  Barbara Siller (Hrsg) mit Dragica Rajčić Holzner, Kurt Lanthaler und José F. A. Oliver. Thelem 2023.Dresden

### Theaterstücke
- Ein Stück Sauberkeit. Theaterstück. Theater im Fass, Schaffhausen 1992
- Aufliebeseen. Theaterstück. Stadttheater St. Gallen 2000
- Glück. Theaterstück. Regie: Ursina Greuel. Basel und Zürich 2018/19

### Herausgeberschaften
- Isabelle Vonlanthen, Dragica Rajčić (Hrsg.): Vielsprachige Schweiz. Ein Lesebuch (= Essais agités. CB 14). Alit – Verein Literaturstiftung, Zürich 2023, ISBN 978-3-907199-13-8 (128 S.).

## Film
- Marianne Pletscher: Dragica Rajcic. Schriftstellerinnenportrait. Dokumentarfilm, Schweiz, 2000[11]